# Carnap (Wuppertal)
Carnap ist eine Ortslage in der bergischen Großstadt Wuppertal. Die Ortslage ist aus einem der mittelalterlichen Ursprungshöfe Barmens hervorgegangen.

## Lage und Beschreibung
Carnap liegt im Norden des Wohnquartiers Rott und dem Osten des Wohnquartiers Clausen des Stadtbezirks Barmen in der Quellmulde des Bachs Schönebeck. Große Teile des Geländes des ursprünglichen Wohnplatzes werden heute von der Anschlussstelle Wuppertal-Barmen der Bundesautobahn 46 eingenommen, so dass nur noch die Wohnbebauung im Kreuzungsbereich der Schönebecker Straße, der Carnaper Straße und der Hatzfelder Straße sowie der Robert-Koch-Platz zur Ortslage Carnap gehört.

## Etymologie und Geschichte

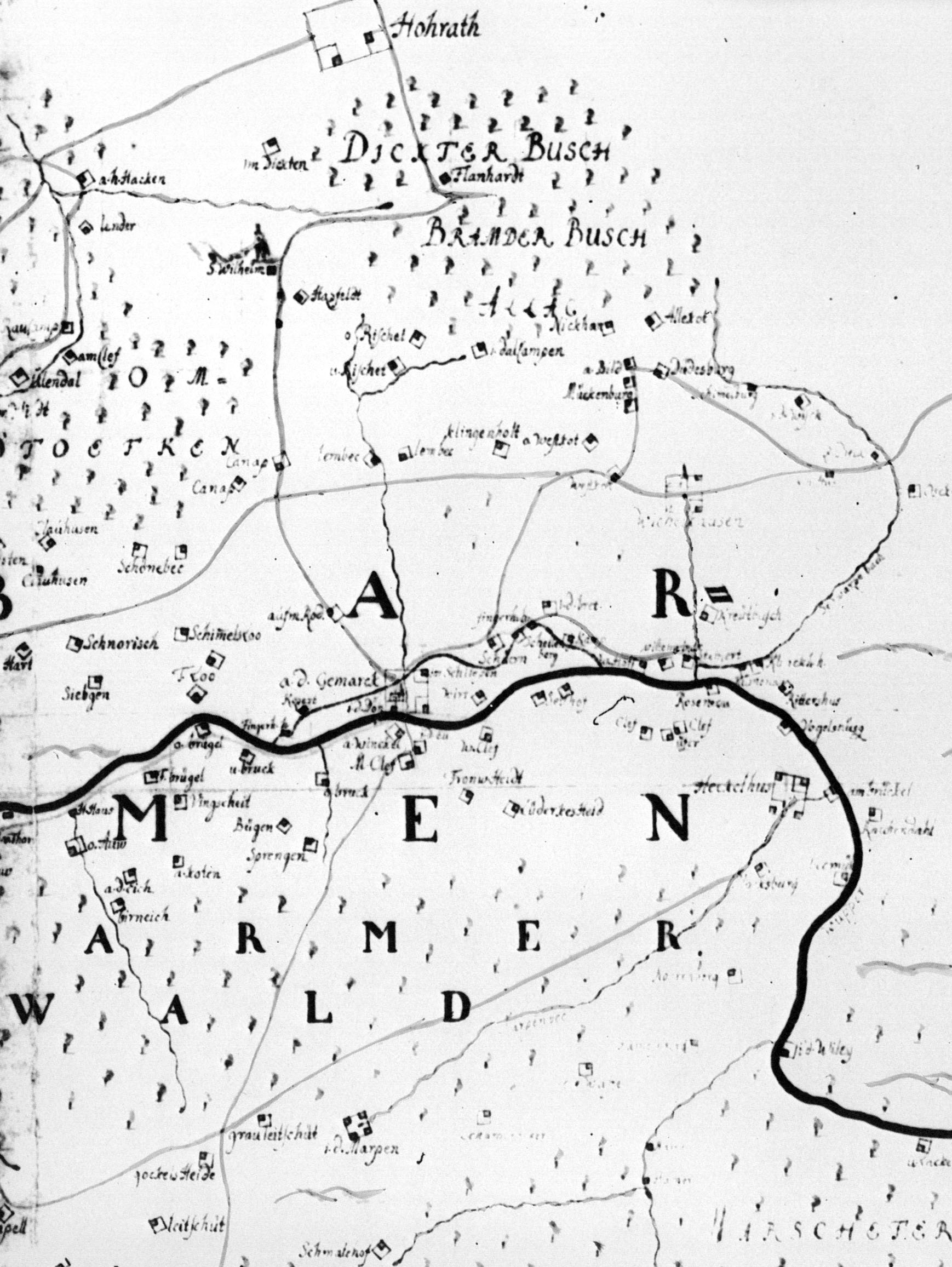
Karte der Hofschaften im Gebiet des heutigen Barmen von Erich Philipp Ploennies (1715)

Zu der Deutung des Namens Carnap gibt es zwei Ansichten. Nach Leithäuser ist die Endung von Carnap auf das urgermanische Wort Apa zurückzuführen, das für Fluss, Bach steht (Carnap = Carn-Bach). Allerdings entspringt der einzige Bach der Ortslage, die Schönebeck, nur wenige Meter nördlich und war daher dort nur ein kleines Rinnsal. Dittmaier dagegen geht von dem altdeutschen Wort Karnap (= Erker, Ausbau) aus, der sich auf ein dortiges Gebäude wie auch eine dortige Geländeform beziehen kann.
Die früheste mit Datum gesicherte Erwähnung Carnaps stammt aus der Beyenburger Amtsrechnung (Abrechnung des Rentmeisters an die Bergisch-herzogliche Kameralverwaltung) des Jahres 1466. Aus dieser geht hervor, dass der Wohnplatz Carnap bereits zu dieser Zeit in zwei Vollhöfe unterteilt war, die einem  Goddert zu Carnap und einem Heyne zu Carnap gehörten. Der zweite Hof befand sich etwas weiter südwestlich im Bereich Robert-Koch-Platz, Liebigstraße.
Aufgrund der ungenügenden Quellenlage ist es nicht belegt, aber möglich, dass Carnap zu den bereits im Jahr 1244 genannten „Gütern in Barmen“ (Bona de Barme) im kurkölnischen Gebiet gehörte, die von dem Grafen Ludwig von Ravensberg als Allod in den Besitz der Grafen von Berg unter Graf Heinrich IV. übergingen. Territorial lag das Gebiet um Carnap als Teil von Unterbarmen ab dem späten 14. Jahrhundert im bergischen Amt Beyenburg. Kirchlich gehörte es bis zur Einrichtung einer eigenen Barmer Pfarrei dem Kirchspiel Elberfeld an. 1641 wird die Größe Carnaps mit 126 Morgen angegeben.
1715 verzeichnet die Topographia Ducatus Montani des Erich Philipp Ploennies die zwei benachbarten Höfe. Mit den übrigen Höfen in der Bauerschaft Barmen war Carnap bis 1806 Teil des bergischen Amtes Beyenburg.
Bis zum Beginn des 20. Jahrhunderts waren die Carnaper Höfe eigenständige Ortslagen, gingen mit dem Bau der Bahnstrecke Loh–Hatzfeld und dem Barmer Schlachthof (heute das Gelände der WSW Wuppertaler Stadtwerke) ab Ende des 19. Jahrhunderts vollständig in innerstädtischer Bebauung auf. In den 1930er Jahren wurde das Gelände des südwestlichen Carnaper Hofs mit Wohnhäusern überbaut, der größere nordöstliche wurde durch den Bau der Bundesautobahn 46 und deren Anschlussstelle in den 1960er Jahren in zwei Teile geteilt und größtenteils abgerissen.
Von dem Wohnplatz stammt die Barmer Familie Carnap ab.